# Agylla dentifera
Agylla dentifera là một loài bướm đêm thuộc phân họ Arctiinae, họ Erebidae.